# رضا میرزایی
رضا میرزایی (زادهٔ ۲۶ فروردین ۱۳۷۵) بازیکن فوتبال اهل ایران است که در پست وینگر راست و دفاع راست برای باشگاه فوتبال چادرملو بازی می‌کند.اوشکول

## عملکرد باشگاهی

### سپاهان
رضا میرزایی که پرورش یافته آکادمی باشگاه فوتبال سپاهان بود توانست با درخشش در رده جوانان به تیم اصلی سپاهان راه پیدا کند. از مهم‌ترین لحظات وی با سپاهان می‌توان به گل زیبای وی به السد قطر اشاره کرد.

### فولاد خوزستان
وی پس از چندسال بازی در تیم سپاهان با موافقت امیرقلعه نویی سرمربی وقت با قراردادی قرضی به فولاد پیوست و پس از یک فصل پوشیدن پیراهن فولاد، علی‌رغم درخواست فولاد برای جذب قطعی رضا میرزایی دوباره با قراردادی ۳ ساله سپاهان بازگشت.

### استقلال
رضا میرزایی که سابقه گلزنی به استقلال را داشت، در سال‌های قبل نیز رسانه‌ها گمانه زنی‌هایی دربارهٔ پیوستن وی به استقلال داشتند و از شرایط خود در سپاهان راضی نبود در نهایت در ۱۰ تیر ۱۴۰۱ به استقلال پیوست رضا میرزایی در بازی هفته بیست و دوم لیگ برتر ۰۲–۱۴۰۱ درحالی که استقلال یک بر صفر از گل‌گهر عقب بود در دقیقه ۷۶ به بازی رفت و توانست ورق را به نفع استقلال برگرداند، ابتدا با یک گل زیبا بازی را به مساوی کشاندو سپس با کسب کردن یک پنالتی و گل شدن پنالتی توسط کوین یامگا سه امتیاز بازی را کسب کنند، رضا توانست ستاره استقلال در آن بازی باشد و استقلال را در کورس قهرمانی نگه دارد.

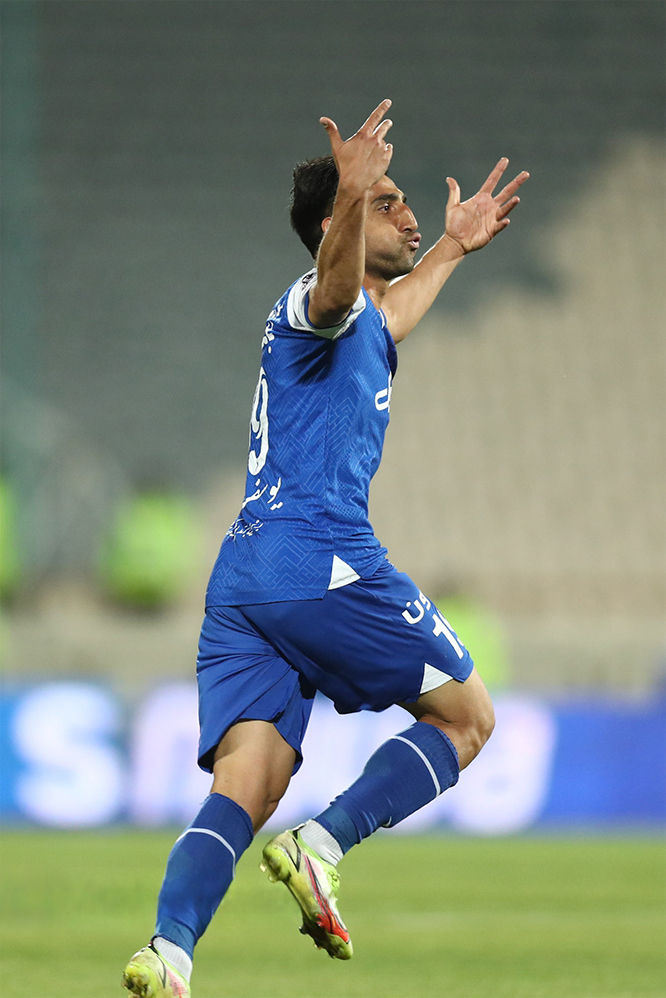
رضا میرزایی پس از گلزنی به گلگهر

وی در جریان بازی استقلال و تراکتور در هفته آخر لیگ برتر ۰۲–۱۴۰۱ دلیل چرخش زانو دچار مصدومیت شد و پس از بررسی‌ها مشخص شد که رباط صلیبی وی پاره شده و استقلال رضا میرزایی را تا نیم فصل لیگ برتر ۰۳–۱۴۰۲ در اختیار نداشت. در ادامه این فصل به دلیل مشکلات لیست بازیکنان استقلال نتوانست برای استقلال به میدان برود و فقط در تمرین‌های این تیم شرکت داشت.

### ملوان (سربازی)
رضا میرزایی در سال ۱۴۰۳ برای گذراندن دوران سربازی به ملوان بندر انزلی پیوست.

## آمار باشگاهی
تا تاریخ ۹ دی ۱۴۰۲
| باشگاه        | فصل           | لیگ           | لیگ  | لیگ | جام حذفی | جام حذفی | قاره‌ای | قاره‌ای | دیگر | دیگر | مجموع | مجموع |
| باشگاه        | فصل           | دسته          | بازی | گل  | بازی     | گل       | بازی   | گل     | بازی | گل   | بازی  | گل    |
| ------------- | ------------- | ------------- | ---- | --- | -------- | -------- | ------ | ------ | ---- | ---- | ----- | ----- |
| سپاهان        | ۲۰۱۵–۲۰۱۶     | لیگ برتر      | ۳    | ۰   | ۰        | ۰        | ۱      | ۰      | ۰    | ۰    | ۴     | ۰     |
| سپاهان        | ۲۰۱۶–۲۰۱۷     | لیگ برتر      | ۱۹   | ۲   | ۱        | ۰        | ۰      | ۰      | ۰    | ۰    | ۲۰    | ۲     |
| سپاهان        | ۲۰۱۷–۲۰۱۸     | لیگ برتر      | ۲۰   | ۱   | ۰        | ۰        | ۰      | ۰      | ۰    | ۰    | ۲۰    | ۱     |
| سپاهان        | ۲۰۱۹–۲۰۲۰     | لیگ برتر      | ۱۶   | ۲   | ۲        | ۰        | ۵      | ۱      | ۰    | ۰    | ۲۳    | ۳     |
| سپاهان        | ۲۰۲۰–۲۰۲۱     | لیگ برتر      | ۱۵   | ۲   | ۳        | ۰        | ۰      | ۰      | ۰    | ۰    | ۱۸    | ۲     |
| سپاهان        | ۲۰۲۱–۲۰۲۲     | لیگ برتر      | ۱۷   | ۱   | ۰        | ۰        | ۵      | ۰      | ۰    | ۰    | ۲۲    | ۱     |
| مجموع سپاهان  | مجموع سپاهان  | مجموع سپاهان  | ۹۰   | ۸   | ۶        | ۰        | ۱۱     | ۱      | ۰    | ۰    | ۱۰۷   | ۹     |
| فولاد         | ۲۰۱۸–۲۰۱۹     | لیگ برتر      | ۲۸   | ۱   | ۱        | ۰        | ۰      | ۰      | ۰    | ۰    | ۲۹    | ۱     |
| مجموع فولاد   | مجموع فولاد   | مجموع فولاد   | ۲۸   | ۱   | ۱        | ۰        | ۰      | ۰      | ۰    | ۰    | ۲۹    | ۱     |
| استقلال       | ۲۰۲۲–۲۰۲۳     | لیگ برتر      | ۲۰   | ۱   | ۲        | ۰        | ۰      | ۰      | ۱    | ۰    | ۲۳    | ۱     |
| استقلال       | ۲۰۲۳–۲۰۲۴     | لیگ برتر      | ۰    | ۰   | ۰        | ۰        | ۰      | ۰      | ۰    | ۰    | ۰     | ۰     |
| مجموع استقلال | مجموع استقلال | مجموع استقلال | ۲۰   | ۱   | ۲        | ۰        | ۰      | ۰      | ۱    | ۰    | ۲۳    | ۱     |
| مجموع آمار    | مجموع آمار    | مجموع آمار    | ۱۳۸  | ۱۰  | ۹        | ۰        | ۱۱     | ۱      | ۱    | ۰    | ۱۵۹   | ۱۱    |

#### آمار پاس گل
| فصل       | تیم     | پاس گل |
| --------- | ------- | ------ |
| ۲۰۱۵–۲۰۱۶ | سپاهان  | ۰      |
| ۲۰۱۶–۲۰۱۷ | سپاهان  | ۲      |
| ۲۰۱۷–۲۰۱۸ | سپاهان  | ۳      |
| ۲۰۱۸–۲۰۱۹ | فولاد   | ۲      |
| ۲۰۱۹–۲۰۲۰ | سپاهان  | ۱      |
| ۲۰۲۰–۲۰۲۱ | سپاهان  | ۱      |
| ۲۰۲۱–۲۰۲۲ | سپاهان  | ۱      |
| ۲۰۲۲–۲۳   | استقلال | ۲      |
| ۲۰۲۳–۲۰۲۴ | استقلال | ۰      |
| مجموع     | مجموع   | ۱۲     |

## افتخارات

### باشگاهی

#### سپاهان
- لیگ برتر خلیج فارس
  - قهرمان (۱):  ۱۳۹۴–۱۳۹۳
  - نایب‌قهرمان (۱): ۱۴۰۰–۱۳۹۹

#### استقلال
- سوپر جام ایران
  - قهرمان (۱): ۱۴۰۱
- جام حذفی ایران
  - نایب‌قهرمان (۱): ۱۴۰۲–۱۴۰۱
- لیگ برتر خلیج فارس
  - نایب‌قهرمان (۱): ۰۳–۱۴۰۲